# Жидких Олександр Михайлович
Олександр Михайлович Жидких (біл. Аляксандр Міхайлавіч Жыдкіх; народився 7 січня 1984 у м. Новополоцьку, БРСР) — білоруський хокеїст, нападник. Виступає за ХК «Гомель» у Білоруській Екстралізі. Майстер спорту.
Вихованець «ДЮСШ»  м. Новополоцьк. Виступав за ХК Вітебськ, «Юніор» (Мінськ), «Хімік-СКА» (Новополоцьк), «Керамін» (Мінськ), «Динамо» (Мінськ).
У складі національної збірної Білорусі провів 1 матч. У складі молодіжної збірної Білорусі учасник чемпіонатів світу 2003 і 2004 (дивізіон I). У складі юніорської збірної Білорусі учасник чемпіонату світу 2002. 
Бронзовий призер чемпіонату Білорусі (2010); володар Кубка Білорусі (2008).